# Clássico Patoense
O Clássico Patoense, também conhecido como Maiorais do Sertão, é o principal dérbi futebolístico da cidade de Patos, no sertão da Paraíba, cujo confronto envolve as equipes locais do Esporte Clube de Patos e do Nacional Atlético Clube. Disputado desde a década de 1960, o confronto é um dos mais tradicionais do futebol paraibano, reunindo grande rivalidade regional e intensa participação das torcidas locais, com suas partidas ocorrendo no Estádio José Cavalcanti, que pertence ao município e serve como palco comum para ambos os clubes, com seus encontros válidos principalmente pelo Campeonato Paraibano de Futebol, embora também já tenha ocorrido em outras competições oficiais e amistosos históricos.
O Esporte de Patos, fundado em 1952, é conhecido por suas cores vermelha e branca e tem uma trajetória marcada por participações consistentes na elite do futebol paraibano, com alguns acessos e títulos em divisões inferiores, já o Nacional de Patos, fundado em 1961, adota as cores verde e branco e também possui tradição regional, com campanhas expressivas no estadual e em torneios nacionais de menor porte. Historicamente equilibrado, o clássico já teve dezenas de edições, com leve vantagem alternada entre os times ao longo das décadas, sempre recheado de disputas acirradas, viradas emocionantes e uma atmosfera de rivalidade que mobiliza toda a cidade.

## História
O Clássico Patoense tem raízes que remontam ao início da década de 1960, quando o futebol ainda era praticado de forma amadora no estado da Paraíba e, consequentemente, em Patos. O Esporte Clube de Patos, fundado em 7 de julho de 1952 e o Nacional Atlético Clube de Patos, criado em 23 de dezembro de 1961, rapidamente passaram a protagonizar os principais embates da cidade, com as partidas disputadas no Campo do Ginásio, um campo que se localizava nas proximidades de onde hoje fica a Escola Monsenhor Manuel Vieira, e foi nesse local que às 17 horas do dia 14 de abril de 1963 realizou-se a primeira partida do Clássico Patoense, cujo placar final mostrou uma vitória de virada do favorito Esporte por 3–1 sobre o Nacional.
| 14 de abril de 1963 | Esporte                    | 3–1 | Nacional        | Campo do Ginásio, Patos |
| 17:00 (UTC−3)       | Mário Moura , Sales , Nêgo |     | Mazinho Conrado |                         |

As duas equipes disputavam suas partidas no Campo do Ginásio, porém, com a previsão de inauguração de uma moderna praça esportiva na cidade, os clubes que já estavam consolidados como principais equipes no cenário esportivo municipal, resolveram se profissionalizar em 1964, sendo eles então convidados a realizar a partida inaugural do referido estádio, ocorrida em 29 de novembro de 1964, com portões abertos e contando com a presença de diversas autoridades municipais e estaduais, como o Governador do estado, o prefeito José Cavalcanti, deputados estaduais, além de outras personalidades. A partida de inauguração teve o pontapé inicial dado por José Américo de Almeida e terminou com o placar de 2–1 favorável ao Nacional, sendo essa a primeira partida após a profissionalização das duas equipes.
A inauguração do Estádio José Cavalcanti, em 1964, representou um marco para o futebol patoense e fortaleceu o clássico, o novo espaço permitiu a realização de partidas com maior infraestrutura e organização, dando impulso à profissionalização dos clubes. Na temporada de 1965, tanto o Esporte, quanto o Nacional iniciaram suas participações no Campeonato Paraibano de Futebol com campanhas destacadas e disputas memoráveis entre si e foi justamente nesse referido campeonato que o clássico se fortaleceu e observou a maior parte dos 101 encontros já ocorridos entre 1963 e 2025.
No início da história do confronto o Esporte teve destaque frente ao Nacional, repetindo sucesso semelhante ao Botafogo do Velho Inocêncio, clube do qual o patinho se originou, e embora tenha perdido algumas partidas, até a década de 1990, os números eram favoráveis ao Esporte, contudo, a partir do final da década de 1990 e notadamente nos anos 2000 e após a conquista do título estadual de 2007 pelo Nacional, a equipe canarinha passou a se destacar mais e obter mais resultados positivos no clássico, tomando a dianteira nos números. No primeiro turno do Campeonato Paraibano de 2009, o Nacional superou o rival pelo placar de 6–1, sendo uma das maiores goleadas do clássico, porém, foi superada no returno pelo Esporte que venceu por 4–2, desde então o Esporte não venceu mais o Nacional em partidas oficiais, numa invencibilidade da equipe canarinha que já dura 16 anos.
A década de 2010 foi de crise para os dois clubes levando ambos a desistirem de participação no Campeonato Paraibano de 2014, sendo assim, a Segunda Divisão de 2015 acolheu pela primeira vez o Clássico Patoense, que somente voltaria a ocorrer na elite estadual em 2019, quando os confrontos entre os clubes resultaram em duas vitórias para o Nacional por 2–1 e 3–1. Após alguns anos sem disputas oficiais, devido a rebaixamentos, licenças e oscilações de desempenho dos clubes, o Clássico Patoense voltou no Campeonato Paraibano da Primeira Divisão em 2025, retornando à elite após seis anos, num reencontro cercado de expectativa e forte cobertura da imprensa local, cuja disputa além de pontuar para o Campeonato Paraibano de 2025, também valia o "Troféu Sebastião dos Santos Lima".
| 26 de janeiro de 2025 | Esporte                      | 2–2 | Nacional                    | Estádio José Cavalcanti, Patos |
| 17:00 (UTC−3)         | 8' Caíque, 50' Bruno Eduardo |     | Gustavo 17', Pedro Luís 78' | Árbitro: Ruthyanna da Silva    |

Após o empate em campo, nenhuma das equipes ficou com o troféu, contudo, se mantiveram entre os oito primeiros colocados do torneio, garantindo mais um clássico para a temporada seguinte. Além das disputas no Campeonato Paraibano, o Clássico Patoense também costuma acontecer em outros torneios organizados pela Federação Paraibana de Futebol, a exemplo de disputas ocorridas no Campeonato Paraibano Sub-17 e também no Paraibano Sub-19, atualmente classificado e denominado Campeonato Paraibano Sub-20.

## Números
Os números do clássico contemplam partidas oficiais realizadas no Campeonato Paraibano de 1965–2025 e as duas partidas ocorridas na Segunda Divisão do mesmo torneio em 2015, as partidas amistosas e jogos comemorativas na fase amadora não foram contabilizadas, totalizando 101 partidas oficiais já realizados, das quais 38 terminaram empatadas, sendo 17 pelo placar de 0–0, por outro lado, o Nacional lidera o número de vitórias, num total de 44, contra 17 vitórias do Esporte. O clube canarinho também lidera na quantidade de gols feitos, os quais contabilizam 143 tentos, contra 95 do esporte.
Maiores goleadas
Todas as partidas de clássico são marcantes, mas algumas partidas em especial costumam se destacar, seja por algum fato específico ocorrido em campo, pela importância da partida no contexto do campeonato ou principalmente pela expressividade do placar, uma vez que placares elásticos não são tão comuns no futebol, por tal motivo, as goleadas costumam ser as mais lembrados pelos torcedores dos clubes envolvidos no clássico. As maiores goleadas a favor de cada um dos dois clubes rivais já observadas no confronto foram as seguintes:
| 14 de março de 1976 |  | Nacional | 7–1 | Esporte | Estádio Municipal, Patos |

| 19 de junho de 1985 |  | Nacional | 1–4 | Esporte | Estádio Municipal, Patos |

A partida realizada em 14 de março de 1976, cujo placar consagrou-se como a maior goleada a favor do Nacional na história do confronto, foi também uma das duas partidas com mais gols. A outra partida com mais gols foi uma goleada a favor do Esporte, não tendo sido ela de maneira tão elástica, mas com os mesmos oito gols:
| 28 de fevereiro de 1993 |  | Esporte | 5–3 | Nacional | Estádio Municipal, Patos |